# Centrorhynchus tyotensis
Centrorhynchus tyotensis är en hakmaskart som beskrevs av Rengaraju och Das 1975. Centrorhynchus tyotensis ingår i släktet Centrorhynchus och familjen Centrorhynchidae. Inga underarter finns listade i Catalogue of Life.